# Lysimachia petelotii
Lysimachia petelotii är en viveväxtart som beskrevs av Elmer Drew Merrill. Lysimachia petelotii ingår i släktet lysingar, och familjen viveväxter. Inga underarter finns listade i Catalogue of Life.